# Stellaria henryi
Stellaria henryi är en nejlikväxtart som beskrevs av Frederic Newton Williams. Stellaria henryi ingår i släktet stjärnblommor, och familjen nejlikväxter. Inga underarter finns listade i Catalogue of Life.